# Heinz Sünker
Heinz Sünker (* 17. Februar 1948 in Schüttorf) ist ein deutscher Sozialpädagoge und emeritierter Hochschullehrer der Bergischen Universität Wuppertal.

## Leben
Heinz Sünker besuchte von 1954 bis 1966 verschiedene Schulen und machte 1966 am Amtsgymnasium Ibbenbüren sein Abitur. Im Sommersemester 1967 begann er sein Studium der Germanistik und evangelischen Theologie an der Westfälischen Wilhelms-Universität Münster. Zum Sommersemester 1969 wechselte er an die Ruprecht-Karls-Universität Heidelberg und studierte dort Philosophie und Pädagogik. 1972 machte er sein Staatsexamen in Germanistik und evangelischer Theologie. Bis 1975 engagierte er sich in Jugendeinrichtungen in Emlichheim.
Von 1974 bis 1976 arbeitete Sünker in der Landeszentrale für politische Bildung Hessen und in einem Jugendsozialwerk. 1973 machte er sein Staatsexamen in der Philosophie und erhielt einen Lehrauftrag am Erziehungswissenschaftlichen Seminar der Universität Heidelberg. 1976 schloss er den Master der Pädagogik in Heidelberg ab. 1978 war er Studienassessor in Mannheim, 1980 wurde er wissenschaftlicher Assistent für Erziehungswissenschaften an der Universität Bielefeld. Im Wintersemester 1983/84 promovierte er mit dem Thema „Bildungstheorie und Erziehungspraxis. Prolegomena zur Restrukturierung des Subjektbezugs in der Erziehungswissenschaft“, 1988 habilitierte er.
Im Wintersemester 1989/1990 wurde er zum Hochschuldozenten ernannt und wurde zwei Jahre später an die Bergische Universität Wuppertal berufen. 2000 war er Gastprofessor an der School of Social Welfare der University of California. 2015 erhielt er für seine Arbeit im Bereich der internationalen Vernetzung der Bergischen Universität den „Weltlöwen“. Nach seiner Emeritierung 2016 wurde ihm für sein maßgebliches Mitwirken bei der langfristigen Profilierung der Universität die „Rudolf-Carnap-Senior-Professur“ verliehen.

## Akademische Ämter
- DKSB-NRW-Mitglied im Promotionsförderungsausschuss des Evangelischen Studienwerkes Villigst (1992–2007)
- Vertrauensdozent der Hans-Böckler-Stiftung
- Mitglied der Deutschen Gesellschaft für Erziehungswissenschaft
- Mitglied der International Association of the Schools of Social Work
- Mitglied der International Sociological Association
- Mit-Antragsteller und Mitglied im DFG-Graduiertenkolleg ‘Jugendhilfe im Wandel’

## Publikationen
Sünker hat seit 1981 über 40 Bücher und 190 Aufsätze herausgegeben.